# RRS1
RRS1 (англ. Ribosome biogenesis regulator homolog) – білок, який кодується однойменним геном, розташованим у людей на короткому плечі 8-ї хромосоми. Довжина поліпептидного ланцюга білка становить 365 амінокислот, а молекулярна маса — 41 193.
| 10         |  | 20         |  | 30         |  | 40         |  | 50         |
| ---------- |  | ---------- |  | ---------- |  | ---------- |  | ---------- |
| MEGQSVEELL |  | AKAEQDEAEK |  | LQRITVHKEL |  | ELQFDLGNLL |  | ASDRNPPTGL |
| RCAGPTPEAE |  | LQALARDNTQ |  | LLINQLWQLP |  | TERVEEAIVA |  | RLPEPTTRLP |
| REKPLPRPRP |  | LTRWQQFARL |  | KGIRPKKKTN |  | LVWDEVSGQW |  | RRRWGYQRAR |
| DDTKEWLIEV |  | PGNADPLEDQ |  | FAKRIQAKKE |  | RVAKNELNRL |  | RNLARAHKMQ |
| LPSAAGLHPT |  | GHQSKEELGR |  | AMQVAKVSTA |  | SVGRFQERLP |  | KEKVPRGSGK |
| KRKFQPLFGD |  | FAAEKKNQLE |  | LLRVMNSKKP |  | QLDVTRATNK |  | QMREEDQEEA |
| AKRRKMSQKG |  | KRKGGRQGPG |  | GKRKGGPPSQ |  | GGKRKGGLGG |  | KMNSGPPGLG |
| GKRKGGQRPG |  | GKRRK      |  |            |  |            |  |            |

A: Аланін

C: Цистеїн

D: Аспарагінова кислота

E: Глутамінова кислота

F: Фенілаланін

G: Гліцин

H: Гістидин

I: Ізолейцин

K: Лізин

L: Лейцин

M: Метіонін

N: Аспарагін

P: Пролін

Q: Глутамін

R: Аргінін

S: Серин

T: Треонін

V: Валін

W: Триптофан

Кодований геном білок за функцією належить до фосфопротеїнів. 
Задіяний у таких біологічних процесах, як біогенез рибосом, ацетилювання. 
Локалізований у ядрі.